# Alte Bürger (Bremerhaven)
Als Alte Bürger wird umgangssprachlich das Szene- und Kneipenviertel im nördlichen Teil der Bürgermeister-Smidt-Straße in Bremerhaven-Mitte bezeichnet.
Die Szene-Meile beginnt am Bürgermeister-Martin-Donandt-Platz und endet am Waldemar-Becké-Platz. Verschiedene Gaststätten und Lokale in diesem Teil der Bürgermeister-Smidt-Straße und ihren Seitenstraßen bieten Livemusik verschiedener Stilrichtungen, Sportübertragungen und andere Sonderveranstaltungen an. 1989 kam es nach der Schließung des beliebten Szenelokals „Wally“ zu Demonstrationen in der jungen Bevölkerung. Daraufhin erlitt das Viertel einen Imageverlust, der sich teilweise bis zum heutigen Tage auswirkt. Dies zeigt sich unter anderem darin, dass die immer noch zahlreich stattfindenden kulturellen Veranstaltungen sowohl in den lokalen Medien als auch auf den offiziellen Informationsangeboten vom Land Bremen und der Stadt Bremerhaven eher unterrepräsentiert sind oder gar keine Beachtung finden. Eine Aufwertung erfuhr die „Alte Bürger“ durch das erste Zimmertheater „piccolo teatro haventheater“, das als einzige Alternative im professionellen Schauspielangebot neben dem Stadttheater Bremerhaven in der Stadt dasteht. Regelmäßige Führungen durch die Straße sollen an die Geschichte der Straße erinnern.

## Geschichte
Von 1870 bis 1910 wuchs die Bevölkerung Alt-Bremerhavens, die auf engstem Raum zwischen Weser und Geeste lebten, von 10.200 auf 24.200 Einwohner. 
Die Grenzen Alt-Bremerhavens reichten 1869 bis zum heutigen Waldemar-Becké-Platz. 1892 wurde das Stadtgebiet für den Hafenbau durch preußische Gebietsabtretungen weiter nach Norden ausgedehnt. Die nach Norden führenden Straßen mussten verlängert werden, um den direkten Anschluss an die neuen Hafenanlagen herzustellen. Dafür bot sich das nördlich der Grünen Straße gelegene Gelände an, das zum Hafenbau ohnehin nicht geeignet war. Bis Anfang der 1870er Jahre war dieses Gebiet der heutigen Kaiserstraße angelegt. 
Bereits Ende des 19. Jahrhunderts wurde die Straßenbahn durch die Straße geführt. 
Die knappe Anzahl an Baugrundstücken, ein hoher Bedarf an Wohnraum für die Arbeiter und hohe Grundstückspreise führten zu einer hochverdichteten Bauweise. Auf 500 m² großen Grundstücken wurden fünfgeschossige Mietskasernen mit großen Läden und möglichst vielen Wohnungen errichtet. Von 1902 bis 1907 entstand um die Kaiserstraße ein Wohnviertel. Dazu gehörten die Schleusenstraße, die Cecilienstraße (heute Bürgermeister-Martin-Donandt-Platz), die Sommer- und die Gartenstraße, Am Gitter und die Kleine Straße, heute das westliche Stück der Dresdener Straße. Eine Sonderrolle spielte die alte Bremerhavener Straße, die heutige Gildemeisterstraße. Hier wurden auf der Bremerhavener, also der westlichen Seite – die gegenüberliegende Straßenseite gehörte bis 1905 noch zu Lehe – hochherrschaftliche Villen mit teils ansehnlichen Jugendstilfassaden gebaut.
Bemerkenswert ist das Haus Nr. 85, das als eines der ersten Häuser an der Kaiserstraße am nördlichen Ende, Ecke Rickmersstraße, gebaut wurde. Bauherr war der Wirt Heinrich Spilker, der hier das Hotel und Restaurant Rother Sand betrieb, das 1907 an den Restaurateur Carl Vöge überging. Der Name Rotersand ist bis heute erhalten geblieben.
Die städtische Baukommission schlug für die neu anzulegende, zentrale Straße den Namen Kaiserstraße vor; dem stimmte der Bremer Senat 1896 zu. 
Die Schleusenstraße erhielt ihren Namen 1897 nach der drei Tage zuvor eingeweihten Großen Kaiserschleuse. 1903 benannte der Senat die Bremer Straße, Kleine Straße, Sommerstraße und Gartenstraße. 1905 kam die Benennung der Cecilienstraße und 1908 Am Gitter dazu.
Nach dem Adressbuch von 1910 wohnten zum Beispiel im Hause Kaiserstraße 32 des Klempnermeisters Julius Carl Otto zwei Kaufleute, ein Buchhalter, ein Telegraphensekretär, drei Stewards, ein Techniker, ein Pantymann, zwei Schlosser, zwei Maschinisten, ein Koch und vier Arbeiter. Das Haus Nr. 17 gehörte dem Kaufmann Ernst Jäger, der hier ein Herrengarderobegeschäft betrieb. Dort wohnten: ein Lloydoffizier, ein Ingenieur, ein Kaufmann, ein Kanzlist, ein Registrator, zwei Maschinisten, ein Schlosser und zwei Arbeiter. Die geringer Verdienenden wohnten in den hinteren, oberen, engeren und dunkleren Wohnungen.
Die Hauseigentümer an Kaiser-, Schleusen- und Cecilienstraße waren überwiegend Gastwirte und Handwerksmeister. Dem Malermeister J. M. Hoffmann, der in der Deichstraße seinen Betrieb hatte, gehörten 14 Häuser. Weitere neun Häuser wurden gebaut und von zwei Bäckermeistern, einem Malermeister, drei Maurermeistern und einem Klempnermeister. Acht Häuser waren Eigentum von Gastwirten, die hier auch ihre Kneipen betrieben, von denen es in der Kaiserstraße ungewöhnlich viele gab. Unter den weiteren Hauseigentümers kommen folgende Berufe vor: Kanzlist, Schneiderin, Kaufmann, Bürogehilfe, Lloydbeamter, Stadtbauführer, Steward, Lehrerin, Küper, Schiffsausrüster und Bankdirektor. Einem Architekten und einem Baumeister gehörten je drei Häuser.
Förderverein Die alte Bürger e.V.
Am 20. März 2014 gründete sich der Förderverein Die alte Bürger. Kunst und Kultur steht auf dem Programm, das Thema des Vereins ist 'Von der Kneipenmeile zur Szenenmeile'. Im Mai 2014 wurde die Werkstatt 212 eingerichtet, in der Werkstatt sollen Künstler und Kunstinteressierte am Image der Straße basteln. Regelmäßige Ausstellungen, Lesungen, Kurse und TreffArt, der Künstlerstammtisch der Alten Bürger, sollen hier stattfinden. Seit Dezember 2014 findet in der Werkstatt 212 einmal im Monat das Repair-Café statt. Mitte 2016 kam das Kulturcafé Findus hinzu. In der Werkstatt 212 arbeiten Künstler. Sie ist die Ideenschmiede und Treffpunkt der Bewohner des Viertels.